# Sigurd Kuschnerus
Sigurd Kuschnerus (* 27. August 1933 in Berlin; † 22. April 2022 in Groß Kölpin, Gemeinde Milmersdorf) war ein deutscher Maler und Grafiker.

## Leben
Sigurd Kuschnerus war ein Berliner Maler, Grafiker, Objektkünstler, Glasmaler und Mosaiksetzer. Er lebte ab 1994 in der Uckermark. 1947–1948 besuchte er die Käthe-Kollwitz-Kunstschule, Berlin-Reinickendorf, insbesondere bei Werner Laux und Horst Strempel. 1948–1951 machte er eine Glasmaler-Lehre in den Werkstätten Puhl & Wagner. Während dieser Zeit nahm er Mal- und Zeichenunterricht an verschiedenen Berliner Abendschulen. 1952–1958 arbeitete Kuschnerus als Glasmaler, Bleiglaser, Mosaiksetzer und Entwurfszeichner in einigen westdeutschen und Berliner Glasmalerei- und Mosaikwerkstätten. 1959 gründete er die Galerie Zinke mit Robert Wolfgang Schnell, Günter Anlauf und Günter Bruno Fuchs, ab 1959 arbeitete Kuschnerus freiberuflich als Maler und Grafiker. Er erstellte Plakate, Filmtitel und Werbefilme. 1981–1992 war er mit seiner Frau Barbara Kuschnerus (1945–2025) Mitbegründer und Berater der „Galerie Oberlicht“ für realistische Kunst, ab 1992 war er Mitglied des Künstlersonderbundes in Deutschland. Sein Stil bewegte sich von der Abstraktion der Nachkriegszeit immer mehr zum Realismus.

## Auszeichnungen
- 1975: Erster Preis im Wettbewerb „Künstler sehen Kreuzberg“ vom Kunstamt Kreuzberg für das Mappenwerk „Berlin-Pano(d)rama“ mit 12 Radierungen
- 2007: Erster Preis der Ausstellung „Blickwinkel – Reflektionen eines Stadtbildes“ in Kitzingen für das Bild „Zeitgeist“ (jetzt Sammlung der Sparkasse Uckermark).

## Ausstellungen (Auswahl)
- 1958: erste Gruppenausstellung bei der „Jumelage“,
- 1959: Weltausstellung Brüssel, erste Einzelausstellung in der „zinke die galerie im hinterhof“,
- ab 1958: Zahlreiche Einzel- und Gruppenausstellungen.
- 2010: Teilnahme „Berliner SO²mmernacht“ aus der Sammlung Henri Nannen an der Wanderausstellung „Realismus – das Abenteuer der Wirklichkeit“ in der Kunsthalle Emden, der Hypo-Kulturstiftung München und der Kunsthalle Rotterdam
- 2013: „Mit meinen Augen – der Moritzplatz 1970“, Aufbau Haus am Moritzplatz Sammlungen: Bilder und Grafiken in mehreren öffentlichen und privaten Sammlungen.

Der letzte und umfangreichste Katalog mit einem Überblick über alle Schaffensphasen seiner Malerei erschien 2003 anlässlich der Ausstellung in der Kommunalen Galerie Berlin-Wilmersdorf: „Aufgabe der Malerei kann nicht die Aufgabe der Malerei sein.“